# Mistrzostwa Świata w Podnoszeniu Ciężarów 1911
Mistrzostwa Świata w Podnoszeniu Ciężarów 1911 – 15., 16., 17. i 18. edycja mistrzostw świata w podnoszeniu ciężarów, które odbyły się czterokrotnie: od 29 do 30 kwietnia w Stuttgarcie, od 13 do 14 maja w Berlinie, 26 czerwca w Dreźnie oraz od 29 czerwca do 2 lipca w Wiedniu. We wszystkich turniejach dominowali Austriacy i Niemcy.

## Rezultaty

### Turniej I – Stuttgart
Udział wzięło 36 zawodników.
| Kat. wagowa | Złoto                | Srebro         | Brąz                  |
| −60 kg      | Alfred Anschütz      | Emil Kliment   | Georg Vogel           |
| −70 kg      | Ulrich Blaser        | Franz Komarek  | Peter Reinmuth        |
| −80 kg      | Leopold Hennermüller | Eugen Ruhland  | Andreas Lutz          |
| +80 kg      | Josef Grafl          | Heinrich Rondi | Heinrich Schneidereit |

### Turniej II – Berlin
Udział wzięło 27 zawodników.
| Kat. wagowa | Złoto         | Srebro               | Brąz           |
| −60 kg      | Emil Kliment  | Jakob Vogt           | Oswald Greth   |
| −70 kg      | Josef Schwabl | Albert Meyer         | Paul Gnauk     |
| −80 kg      | Rudolf Oswald | Leopold Hennermüller | Peter Haase    |
| +80 kg      | Karl Swoboda  | Berthold Tandler     | Franz Buchholz |

### Turniej III – Drezno
Udział wzięło 21 zawodników.
| Kat. wagowa | Złoto            | Srebro           | Brąz           |
| −60 kg      | Rudolf Thamme    | Oswald Greth     | Georg Weißbeck |
| −70 kg      | Albert Meyer     | Nikolaus Winkler | Max Kempe      |
| −80 kg      | Hans Abraham     | Beertye Berculon | August Stubner |
| +80 kg      | Berthold Tandler | Anton Dorregeest | Hermann Gäßler |

### Turniej IV – Wiedeń
Udział wzięło 32 zawodników.
| Kat. wagowa | Złoto                | Srebro        | Brąz             |
| −60 kg      | Emil Kliment         | Gustav Kubu   | Rudolf Meier     |
| −70 kg      | Franz Komarek        | Josef Schwabl | Leopold Butzek   |
| −80 kg      | Leopold Hennermüller | Ulrich Blaser | August Stubner   |
| +80 kg      | Karl Swoboda         | Josef Grafl   | Berthold Tandler |

## Tabela medalowa
| Poz. | Państwo              |    |    |    | Łącznie |
| ---- | -------------------- | -- | -- | -- | ------- |
| 1    | Cesarstwo Austrii    | 11 | 7  | 5  | 23      |
| 2    | Cesarstwo Niemieckie | 4  | 6  | 11 | 21      |
| 3    | Szwajcaria           | 1  | 1  | 0  | 2       |
| 4    | Holandia             | 0  | 2  | 0  | 2       |
|      | Łącznie              | 16 | 16 | 16 | 48      |